# 神太刀女
『神太刀女』（かんだちめ）は、原作：爲我井徹、作画：タスクオーナによる日本の漫画作品。『コミックアライブ』（メディアファクトリー）にて、2007年6月号から連載されていたが、2011年11月号から休載している。掲載誌の目次には長らく「休載中」と明記されていたが2016年10月以降は記述が消えている。

## 登場人物
図師 琢磨（ずし たくま）
私立相新学園高校に在籍する高校生。剣道部（有段者だが、幽霊部員）。実家は砥ぎ師をしており、琢磨自身は砥ぎを学びたかったが、跡継ぎとして9つ上の兄・隆千穂がおり、父親から「お前が学ぶ必要はない」と言われ、不和となっていた。
幼少時（5 - 6歳）に自宅を訪れていた無名（当時は名無し）と出会っていた。乙輪はがねと関口暗鬼軒の果たし合いを目撃した際に無名と再会、彼女の主となる。研ぎは学ばせてもらえなかったが、刀剣の扱いは一通り心得ており、拵えの交換くらいはできる。
無名（むみょう）
神太刀女（大太刀）。はがねの父・乙輪叡鉄が打ち上げたが、10年前に出会った幼い琢磨を見染め、彼が自分を必要とする時を待ち続けていた。
神太刀女としては主を持ったことがなく未熟なため、自身の触れた物はすべて「斬って」しまう。琢磨に直接触れてもらうことで斬らぬ術を覚える。力を抑えるために叡鉄によって取り除かれていた左目が戻ったことでアズラガと同じ「真の力」を使えるようになるが、自身が神太刀女ではないことも自覚する。
乙輪 はがね（おとわ はがね）
相新学園中等部に在籍する中学生。神太刀女・「一」、「千鳥」の主で、父・叡鉄の死に関わった邪刀から「人を守る」ために戦い、人を斬らないことを誓っている。だが、「本気の気迫」を受けたことがないなど刀の遣い手としては未熟なところがある。
生真面目な性格で融通が効かない処があり、そこがトラブルの種になることも多い。
一（いち）
神太刀女（太刀）。古くから乙輪家に仕えている。チャイナドレスを纏った妖艶な美女だが、当初は拵え（柄部分）の傷みがひどく人の姿になると服は破れ、髪も荒れ放題だった。
常ににこやかな笑みを崩すことはないが、結構口が悪い。琢磨の手で傷んでいた拵えを改めてもらった。
千鳥（ちどり）
神太刀女（短刀）。古くから乙輪家に仕えている。直垂を着た童女でやんちゃな性格。乙輪家では炊事や家事全般を担当している。
関口 暗鬼軒（せきぐち あんきけん）
剣術家。神太刀女を手に入れんとはがねに果たし会いを申し込んだ。現代においては不釣り合いなほどの腕前を持つが、「薫」と言う本名がコンプレックス。琢磨の実家に厄介になっており、琢磨の稽古相手や助っ人を務める。双ツ神の都々岐軍と決着を付けるべく琢磨たちの本部行きに同行する。
本人は気付いていないが、羽々斬丸と隆千穂を引きあわせたりと狂言回しな役回りも多い。
富田 悠里（とだ ゆうり）
琢磨の親戚であり、同級生。剣道部員で幽霊部員である琢磨に部に出るよう勧めている。
保科 志津（ほしな しづ）
相新学園男子学生寮の管理人。門限破りや設備の損壊などをした寮生にはキツいペナルティを与える。凄まじい味音痴。
かつては「双ツ神」とも関わりがあったらしく、アレハンドロとも旧知。コンクリート製の外壁を両断するほどの槍の遣い手でもある。
天徳寺 理呼（てんとくじ りこ）
相新学園に隣接する高校「南宇多」の生徒。合唱部に所属しているが、「一人で歌うのも好き」な女の子。剣道部の練習試合で見た琢磨を気に入って声を掛けてきた。
積極的な性格で知り合って一週間ほどで琢磨と無名を水族館に誘うが、そこで罠を仕掛けていた邪刀に捕まり、布都丸の手で八重垣丸の依り代にされてしまう。
図師 健一郎（ずし けんいちろう）
琢磨の父。厳格な職人だが、琢磨には「別の職を見つけてさっさと出て行け」とキツい対応をしてケンカが絶えない。
実際は神太刀女に見染められた琢磨を刀に関わる危険から遠ざけようとしていたのだが、不器用な物言いしかできないシャイな親父。それが明らかになってからは諸常のアズラガ・二房や神太刀女も含めた刀たちのメンテを行い、本部に向かう琢磨に（本部にいるであろう隆千穂にも「気が向いたら」と）「戻って来い」と伝えて帰った。
図師 隆千穂（ずし たかちほ）
琢磨の兄。父の後を継いで砥ぎ師をしている。はがねの依頼を受けて邪刀・鉄色である布都丸、八重垣丸を破壊したほか、関口暗鬼軒に紹介されて邪刀である羽々斬丸を砥いだりしている。
10年前に無名を見たときから神太刀女に心を奪われており、双ツ神に砥ぎ師として参加していた。琢磨が双ツ神に襲われた際には、無名に「お前がいるから琢磨が危険な目に遭う」と言って自分の物にしようとしたが、無名が自身の正体を自覚しつつも琢磨を選んだことで完全に道が分かたれたと悟り、「無名が神太刀女ではないこと」と、その危険性を忠告して去る。

### 双ツ神
葛城 周輔（かつらぎ しゅうすけ）
双ツ神・東海道下ツ部に所属するアズラガ遣い。左頬に大きな刀傷を持つが、明るい性格で人懐こい（悪く言えば馴れ馴れしい）男。講主の命を受けて琢磨と接触する為に相新学園に転入してくる。
ネーミングセンスは悪く、自身のアズラガや自転車にも「○○子」と言う名を付けている。
プラ子
アズラガ。冷静かつ真面目なタイプで周輔にもちょくちょく突っ込みを入れるが、基本的に他者とは壁を作らない周輔との関係は良好。だが、ときおり原因不明の頭痛や「斬らぬ術」が使えなくなるなど不穏な気配もある。刀の姿は柄頭に紐飾りが付いた半太刀拵えか軍刀に近い形状。
初登場は邪刀の破壊を依頼され、乙輪家を訪れた隆千穂の護衛役。周輔の専従になったのはその後なのか、偶々護衛を命じられていたのかは不明。

山之辺 諸常（やまのべ もろつね）
双ツ神・東海道下ツ部に所属するアズラガ遣い。時間の遅れやルールに厳しい生真面目な男。邪刀に操られた状態の相手とはいえ「人を斬る事」を咎める琢磨の真意を確かめるために立ち会いを申し込んだ。
二房（ふたふさ）
アズラガ。気配を読む能力が高い。人の姿は当初「レオタード一枚」といった状態で「集中できん（by.諸常）」と言う意見から拵えが追加された（それでも腿履きの袴に上着を羽織っただけ）。刀の姿は長巻に近い形状で柄頭側にも刃を持つ双身刀としても使用可能。

押坂 水葉（おしざか みずは）
双ツ神・東海道下ツ部に所属するアズラガ遣い。幼い少女で常にぬいぐるみを抱いている。自分に意見した琢磨を気に入るが、感情表現が少々屈折している。これ以降は琢磨に似せたぬいぐるみを持ち歩くようになる。
オーロール
アズラガ。和風の執事服の様なスタイルでフランス語の単語をよく使う。アズラガの中でも感情表現が豊かで水葉の世話役。刀の姿は水葉の背丈と大差ない巨大なブーメランと特異なタイプ。

アレハンドロ
双ツ神・東海道下ツ部支部長。女好きで結婚もせず美人とみれば声をかける老人。志津とは旧知でときおり会っている。組織内でも指折りの遣い手だったが、老齢のためアズラガ遣いには選ばれなかった。周輔の師匠。
本部で目撃した「何か」を否定して、宗像を「敵」と呼び各支部の人員と意見を交換していたが、吉士雪野に殺される。
穂積 当（ほづみ タギ）
双ツ神・東海道下ツ部に所属するアズラガ遣い。おかっぱ頭で袖なしの和服の上に同じく袖の無いフード付きのパーカーを羽織り、面頬を付けた姿で自己完結した物言いと嬲り殺しを好む男。遣われるようになってからそう時も経たないアズラガを何本も遣い潰しているため、周囲の受けも悪い。雑色を嬲っていたところを羽々斬丸と遭遇し、剣技で負ける。本部の宗像から「真の力」を伝えられ、その力で胡蝶を倒す。羽々斬丸と再び立ち会うが、力を過信して限界を越えてしまい敗れる。隠し持ったナイフと毒薬でさらに挑むが殺された。
名無し（仮）
アズラガ（打刀）。疲労したアズラガを自ら打ち折ったタギに与えられた新しいアズラガ。10代前半の少女の姿だが、その姿と「鉄の気配」にはある刀の面影があり、羽々斬丸の呼びかけにも反応しているが、当が敗れたあとは双ツ神に戻る。

吉士 雪野（きし ゆきの）
双ツ神に所属するアズラガ遣い。レイピア型のアズラガを遣う。「指示されていないことは禁じられている訳ではない」と言う屁理屈で独断行動をする男。
都々岐 軍（つづき ぐん）
双ツ神に所属するアズラガ遣い。任務時のスタイルは上半身裸で蛇の刺青がある。仕込み短刀型のアズラガは左手に括りつけており、無手の格闘で戦う。戦えればそれで良いと考えることを半ば放棄しているバカ。
秦 辰三（はた たつぞう）
双ツ神に所属する老人。宗像派に対しての反抗を決めた周輔たちが乙輪家に転がり込んだ際にはがねの父・叡鉄の死因と殺害した相手の情報を引き換えに取引を申し込んだ。
宗像 聡史（むなかた そうし）
双ツ神・講主代行を名乗る男。組織を私物化している他、何らかの「問題行為」をしていると言われている。タギに「真の力」の遣い方を教えるが、その為のリスクは伝えなかった。
ハイデラ、セカンダラ
アズラガ。肌色は違うが双子の様にそっくりな姿で、互いに言葉を掛け合わせるように会話する。刀の姿は定寸の打刀のようだが、「二刀流」で戦うのかは不明。

二神 真日刀（ふたがみ まひと）
双ツ神・講主を名乗る豪放磊落な男だが、剣術と双ツ神の目的である「邪刀の根絶」以外は興味がないらしく、組織の運営は宗像に丸投げしている。
剣術の腕は羽々斬丸と渡り合うほどだが、専用のアズラガは持っていない。

### 邪刀
布都丸（ふつまる）
邪刀・鉄色（くろがねしき）を名乗る少年。邪刀としての本身は短刀で雑色を手足として従え、必要に応じて人間も遣うなど策略を好む。本人の言によると300年ほど生きているが、羽々斬丸からは「人間に馴染みすぎ」と評されている。
はがねの「人を斬らない」と言う信条を逆手にとって攻め立てたり、八重垣丸の器にわざと理呼を選んだりと非道な真似を繰り返したが、はがねに本体である刀を奪われ、隆千穂の手で破壊された。
八重垣丸（やえがきまる）
邪刀・鉄色（くろがねしき）を名乗る男。邪刀としての本身は大剣（形状はやや小ぶりなファイナルファンタジーのバスターソード）で力押しが主だが、自身が傷つくと泣きわめく子供染みた性格。
千鳥に右手親指を斬られた後、琢磨との立ち会いで両腕を斬り落とされる。布都丸の手でそれまでの器を捨て天徳寺理呼の体を手に入れるが、再び琢磨に敗れ、回収された本身は隆千穂の手で破壊された。
羽々斬丸（はばきりまる）
邪刀・鉄色（くろがねしき）を名乗る男。邪刀としての本身は定寸の打刀。自らを「一本の人斬り刀」と定義している。邪刀と言う割には対等な条件での斬り合いを好み、自身の本身だけを狙うようなことが出来ない刀を身体に添わせた構えをとる。胡蝶曰く「剣術バカ」。
アズラガに興味を持ち、双ツ神の所有する島に潜入し、双ツ神講主・二神真日刀と立ち会って傷を負う。島へ送った男に手当てを受けるが偶々知り合った関口暗鬼軒に双ツ神の調査員らしき者たちから助けられ、引き合わされた隆千穂の研ぎを受ける。布都丸・八重垣丸も検分した隆千穂の目利きからすると同じ刀工の作と見られている。
胡蝶（こちょう）
邪刀・鉄色（くろがねしき）を名乗る男。邪刀としての本身は合口拵えの太刀。布都丸にコナをかけているオカマ（意図的に男性の身体を器に使っている）。打ち込んだ上で更に押し込む力技を遣う。琢磨と諸常の立ち合いの場に現れて襲い掛かってきたが、斬られかけた諸常を琢磨が庇ったことで気が削がれて退散する。双ツ神・山陽道上ツ部支部に押し入り、邪刀・銀色に関する情報を手に入れるが、当に敗れる。本身は双ツ神に回収された。

## 作中用語
神太刀女（かんだちめ）
「正しい」日本刀に宿る魂。人の姿、女性としての人格を持っており、持ち主が死ぬか「あえて手放さない限り」誠心誠意仕える存在。
この場合の「正しい」とは定められた材料・作刀手順等はもちろんのこと、「純然たる人殺しの道具であること」、同時に「人の心を惹きつける美しさを持つこと」だと言われている。刀としては凄まじい力を持ち、雑色程度の邪刀は一合で粉砕することができる他、基本的にメンテナンスは必要ない程頑丈。だが、千鳥によると研ぎを施されるのは気持ちいいとのことで、他の手入れも同様と思われる。本身（刀本体）以外の拵え部分は破損し、拵えの傷み具合は人の姿をとった際の外見に現われ、拵えの無い状態で人の姿になると素っ裸である。上半身に着ている部分が「鞘」になっていて、鞘から抜いた状態で人の姿になるとトップレスになってしまう。
遣い手にとっては自身の一部の様に扱うことができるが、他者には手に取ることも難しいほど「重く」なる。「砥ぎ」や拵えの調整すらそれなりに認めた相手でなければ行うことは出来ない。その反面、遣い手に依存している部分も大きい。遣い手を守り切れずに殺されると力が弱まって人の姿を取れなくなり、最悪「心」が壊れてしまう。
邪刀（じゃとう）
刀の持つ一面である「斬り合いをしたい」「人を斬りたい・悲鳴を聞きたい・殺したい」といった欲を果たすために手に取った者に取りつき、操る妖刀。神太刀女が「良い気を受けて」生まれる様に「邪な気を受けて」生まれるのだと思われる。破壊する際には（素手では触れないため）特別な工具で炉に入れて熱し、打ち壊す形をとる。
大別して「雑色（ぞうしき）」と「鉄色（くろがねしき）」。更にその上位である「銀色（しろがねしき）」が存在すると言われている。
雑色（ぞうしき）
刀を手に取った人間を操って人を斬る。邪刀としては一番多いタイプで通り魔の様に欲望のまま暴れまわり、邪刀として格上の相手には逆らえない。刀が手から離れるか、破壊してしまえば人間は元に戻る。
鉄色（くろがねしき）
雑色が人を斬り続けるとなると言われている。人間の体を完全に乗っ取り一体となった邪刀。自らの刃で殺した人間を「新たな器」として乗り換えて活動を続けている。
刀としての格も高く、神太刀女でも一撃で折ることはできない。器となった人間の体を斬ると〔錆びた鉄〕となって崩壊する。そうなっても本身さえ無事なら雑色と同じく手に取った人間を乗っ取って操ることも可能。だが、本身から離れると力が低下し、破壊されると乗っ取った身体も崩壊する。
銀色（しろがねしき）
邪刀たちの間で噂されている「鉄色を超える邪刀」。長らく噂話の域を出なかったが、双ツ神に残された秘伝によると「全ての刀を支配する」と言われる物が二振り存在し、一振りは破壊された。所在不明の物が一振り存在するとされていたが、それは情報を得た胡蝶の羽々斬丸に対する欺瞞であり、所在は判明しているらしいが胡蝶は直後に当に敗れたため作中では未だ不明。

双ツ神（ふたつ - かみ）
「邪刀の根絶」を目的とした「隠れ講（秘密結社）」。起源は戦国時代まで遡り、神太刀女を持たない者たちが邪刀に対抗する為に結束した集団。いつ頃からか「アズラガ」と呼ばれる神太刀女と似た刀を遣う様になった。メンバーは邪刀と戦うアズラガ遣いと後方支援や監視・調査をする者に分かれる。
元々は邪刀から人々を守る事を目的とした高い志を持っていたが、秘密結社としての力の増大と共に身勝手な考え方が蔓延しつつある。
アズラガ
双ツ神が遣う「人になる刀」。神太刀女と似ているが、邪刀相手では雑色でも一撃では折れず、打ち合えば疲労し最悪破損するなど、刀として能力は若干劣る。そのため、砥ぎを含めての高度なメンテナンスは必須。遣い手の扱い方にもよるが、作られた当初は遣い手よりも双ツ神という「組織の命令を優先する」傾向がある。
「真の力」と呼ばれる遣い手の身体能力を強制的に引き出す能力がある。この力は人間の限界を越えるため、遣いすぎると体を痛めるどころか命すら縮める。よって発動させた場合、一撃で決めるのが「最も効率の良く、効果的な遣い方」。
未だ全容は明らかではないが、破壊した邪刀を再加工して作られている模様。

## 単行本
- 原作：爲我井徹、作画：タスクオーナ 『神太刀女』 メディアファクトリー〈MFアライブコミックス〉、既刊9巻
  1. 2007年10月23日発売 ISBN 978-4-8401-1963-4
  2. 2008年5月23日発売 ISBN 978-4-8401-2228-3
  3. 2008年11月22日発売 ISBN 978-4-8401-2295-5
  4. 2009年4月23日発売 ISBN 978-4-8401-2562-8
  5. 2009年10月23日発売 ISBN 978-4-8401-2926-8
  6. 2010年3月23日発売 ISBN 978-4-8401-3306-7
  7. 2010年9月22日発売 ISBN 978-4-8401-3371-5
  8. 2011年4月23日発売 ISBN 978-4-8401-3787-4
  9. 2012年4月23日発売 ISBN 978-4-8401-4452-0